# Jhon Córdoba
Jhon Andrés Córdoba Copete est un footballeur international colombien né le 11 mai 1993 à Istmina. Il évolue au poste d'attaquant avec le club russe du FK Krasnodar.
Son père, Manuel Acisclo Córdoba (es), était également footballeur professionnel.

## Biographie

### En club
Avec les clubs de l'Espanyol de Barcelone et du Grenade CF, il dispute 54 matchs en première division espagnole, inscrivant 8 buts.
Avec l'équipe allemande de Mayence, il inscrit un but en Ligue Europa, contre le club azerbaïdjanais du FK Qabala.
Il signe au FK Krasnodar en 2021.

### En équipe nationale
Avec les moins de 20 ans, Córdoba participe au championnat sud-américain des moins de 20 ans en 2013. Lors du tournoi, il joue sept matchs, inscrivant quatre buts. Il marque notamment un doublé contre la Bolivie. La Colombie remporte la compétition en devançant le Paraguay. 
Il dispute quelques semaines plus tard le Tournoi de Toulon. La Colombie atteint la finale de cette compétition, en étant battue par le Brésil. Córdoba est titulaire lors de la finale disputée au Stade du Ray à Nice.
Córdoba se voit ensuite retenu afin de participer à la Coupe du monde des moins de 20 ans 2013 organisée en Turquie. Lors du mondial junior, il joue quatre matchs, inscrivant deux buts. Il inscrit un but contre l'Australie, puis un autre contre le Salvador. La Colombie est éliminée au stade des huitièmes de finale par la Corée du Sud.

## Caractéristiques techniques
Son père le décrit comme suit : « John est beaucoup plus puissant que je ne l’étais [...] il a un meilleur jeu aérien, c’est un homme de surface ».
Les journalistes colombiens le surnomment le « Drogba colombien », en référence à Didier Drogba, et sa capacité à conserver le ballon, ainsi que son instinct de buteur.

## Statistiques

### En sélection nationale
| Saison                | Sélection             | Phases finales        | Phases finales | Phases finales | Phases finales | Éliminatoires CDM | Éliminatoires CDM | Éliminatoires CDM | Matchs amicaux | Matchs amicaux | Matchs amicaux | Total | Total | Total |
| Saison                | Sélection             | Compétition           | M              | B              | Pd             | M                 | B                 | Pd                | M              | B              | Pd             | M     | B     | Pd    |
| --------------------- | --------------------- | --------------------- | -------------- | -------------- | -------------- | ----------------- | ----------------- | ----------------- | -------------- | -------------- | -------------- | ----- | ----- | ----- |
| 2020-2021             | Colombie              | Copa América 2021     | -              | -              | -              | 0                 | 0                 | 0                 | -              | -              | -              | 0     | 0     | 0     |
| 2023-2024             | Colombie              | Copa América 2024     | 6              | 2              | 1              | 2                 | 0                 | 0                 | 2              | 2              | 0              | 10    | 4     | 1     |
| Total sur la carrière | Total sur la carrière | Total sur la carrière | 6              | 2              | 1              | 2                 | 0                 | 0                 | 2              | 2              | 0              | 10    | 4     | 1     |

## Palmarès
- Vainqueur du championnat sud-américain des moins de 20 ans en 2013 avec l'équipe de Colombie des moins de 20 ans
- Finaliste du Tournoi de Toulon en 2013 avec l'équipe de Colombie des moins de 20 ans